# 세토우치 지방

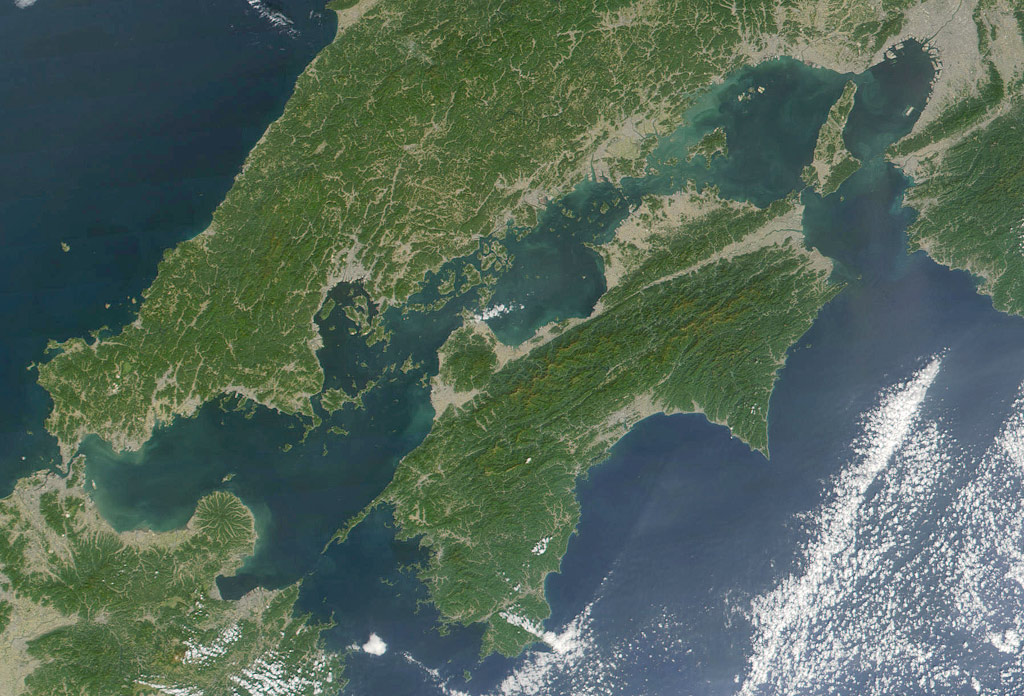

세토우치 지방(일본어: 瀬戸内地方)은 혼슈 서부와 시코쿠, 규슈에 둘러싸인 세토 내해 연안의 지역을 가리킨다. 일반적으로 산요 지방과 시코쿠 북측 해안 지역의 가가와현과 에히메현을 말한다. 연중 세토 내해식 기후를 띠고 있어, 비가 적고 온난건조하다.

## 같이 보기
- 세토 내해
- 세토 대교
- 세토우치시
- 세토우치 공업지역